# Alopecurus himalaicus
Alopecurus himalaicus là một loài thực vật có hoa trong họ Hòa thảo. Loài này được Hook.f. mô tả khoa học đầu tiên năm 1896.